# Moór Ede
Moór Ede (1919. február 19. – 1976. december 17.) labdarúgó, fedezet, edző, a magyar labdarúgó-válogatott volt szövetségi kapitánya.

## Pályafutása

### Klubcsapatban
A BVSC, majd a Zuglói MADISZ labdarúgója volt. Az 1945–46-os idényben 30 gólt szerzett a zuglói csapatban.  Ezt követően a Vasasba igazolt. Tagja volt az 1947–48-as idényben ezüstérmet szerzett csapatnak.

### Edzőként
1955-ben a Sztálinváros, majd 1957 és 1960 között a BVSC edzője volt. 1961 és 1963 között a székesfehérvári VT Vasas vezetőedzője volt. 1964 és 1965 között a Szegedi EAC munkáját irányította. 1970 és 1973 között a Salgótarjáni BTC vezetőedzője volt és az 1971–72-es idényben bajnoki bronzérmet szerzett a csapattal. 1974-ben Bozsik József után a válogatott szövetségi kapitányának nevezték ki. Összesen hat mérkőzésen vezette a nemzeti válogatottat. Mérlege: két győzelem, két döntetlen és két vereség volt. Az 1975. április 2-i Bécsben az osztrákok elleni 0-0-s eredmény után menesztették. Az 1975–76-os idénytől a Tatabányai Bányász vezetőedzője lett és 9. helyezést ért el a csapattal. A következő idény közben 1976. december 17-én öngyilkos lett.

## Sikerei, díjai

### Játékosként
- Magyar bajnokság
  - 2.: 1947–48

### Edzőként
- Magyar bajnokság
  - 3.: 1971–72

## Statisztika

### Mérkőzései szövetségi kapitányként
| Magyarország | Magyarország       | Magyarország                  | Magyarország  | Magyarország | Magyarország | Magyarország | Magyarország | Magyarország |
| #            | Dátum              | Helyszín                      | Hazai         | Eredmény     | Vendég       | Kiírás       | Gólok        | Esemény      |
| ------------ | ------------------ | ----------------------------- | ------------- | ------------ | ------------ | ------------ | ------------ | ------------ |
| 1.           | 1974. október 13.  | Luxembourg, Municipal Stadion | Luxemburg     | 2 – 4        | Magyarország | Eb-selejtező | -            |              |
| 2.           | 1974. október 30.  | Cardiff, Ninian Park          | Wales         | 2 – 0        | Magyarország | Eb-selejtező | -            |              |
| 3.           | 1974. november 10. | Szófia, Jurij Gagarin-stadion | Bulgária      | 0 – 0        | Magyarország | barátságos   | -            |              |
| 4.           | 1974. december 4.  | Szolnok, Tiszaligeti stadion  | Magyarország  | 1 – 0        | Svájc        | barátságos   | -            |              |
| 5.           | 1975. március 26.  | Párizs, Parc des Princes      | Franciaország | 2 – 0        | Magyarország | barátságos   | -            |              |
| 6.           | 1975. április 2.   | Bécs, Práter stadion          | Ausztria      | 0 – 0        | Magyarország | Eb-selejtező | -            |              |
|              | Összesen           |                               |               | -            | mérkőzés     |              | -            | gól          |